# Soldadura per plasma

Esquema de la torxa de soldadura per plasma. (1 - Gas de plasma; 2 - Filtre de protecció; 3 - Gas de protecció; 4 - Elèctrode; 5 - Filtre de constricció; 6 - Arc elèctric)

La soldadura per arc plasma és coneguda tècnicament com a PAW (Plasma Arc Welding), i utilitza els mateixos principis que la soldadura TIG, pel que pot considerar-se com un desenvolupament d'aquest últim procés. Però, tant la densitat energètica com les temperatures són en aquest procés molt més elevades, ja que l'estat plasmàtic s'aconsegueix quan un gas és escalfat a una temperatura suficient per aconseguir la seva ionització, separant així l'element en ions i electrons. El major avantatge del procés PAW és que la seva zona d'impacte és dues o tres vegades inferior en comparació a la soldadura TIG, de manera que es converteix en una tècnica òptima per a soldar metall d'espessors petits. Principalment, s'utilitza en unions d'alta qualitat com ara en construcció aeroespacial, plantes de processos químics i indústries petrolieres.
En la soldadura per plasma l'energia necessària per aconseguir la ionització la proporciona l'arc elèctric que s'estableix entre un elèctrode de tungstè i el metall base a soldar. Com a suport de l'arc s'empra un gas, generalment argó pur o en certs casos heli amb petites proporcions d'hidrogen, que passa a estat plasmàtic a través de l'orifici de la boca que escanya l'arc, dirigint-se al metall base un raig concentrat que pot arribar als 28.000 °C. El flux de gas de plasma no sol ser suficient per protegir de l'atmosfera a l'arc, el bany de fusió i al material exposat a l'escalfament. Per això a través de l'embolcall de la pistola s'aporta un segon gas de protecció, que envolta al conjunt.